# Frederiksborg Amtsråd 1994-1997
Liste over medlemmer af Frederiksborg Amtsråd, valgt 16. november 1993:
Mandatfordelingen var som følger:
A: Socialdemokratiet - 6 mandater
C: Det Konservative Folkeparti - 5 mandater
F: Socialistisk Folkeparti - 2 mandater
V: Venstre - 7 mandater

## Styrelsen
| Embede                                                        | Navn                | Parti                       |
| ------------------------------------------------------------- | ------------------- | --------------------------- |
| Amtsborgmester                                                | Kirsten Ebbensgaard | Det Konservative Folkeparti |
| Formand for økonomiudvalget                                   | Kirsten Ebbensgaard | Det Konservative Folkeparti |
| Formand for udvalget for teknik og miljø                      | Claus Lange         | Venstre                     |
| Formand for erhvervs-, beskæftigelses- og uddannelsesudvalget | Jørgen Christiansen | Venstre                     |
| Formand for sundhedsudvalget                                  | Henry Hansen        | Venstre                     |
| Formand for socialudvalget                                    | Conny Dideriksen    | Socialdemokratiet           |

## Valgte medlemmer
| Navn                 | Parti                       |
| -------------------- | --------------------------- |
| Preben Nybo Andersen | Venstre                     |
| Ingrid Christensen   | Venstre                     |
| Jørgen Christiansen  | Venstre                     |
| Conny Dideriksen     | Socialdemokratiet           |
| Kirsten Ebbensgaard  | Det Konservative Folkeparti |
| Hanne Falkensteen    | Det Konservative Folkeparti |
| Bo Grønlund          | Det Konservative Folkeparti |
| Finn Hansen          | Det Konservative Folkeparti |
| Henry Hansen         | Venstre                     |
| Randi Hansen         | Socialdemokratiet           |
| Carsten Bo Jensen    | Socialdemokratiet           |
| Per Seerup Knudsen   | Socialdemokratiet           |
| Claus Lange          | Venstre                     |
| Georg Miksa          | Socialdemokratiet           |
| Tonny Husted Nielsen | Socialistisk Folkeparti     |
| Hugo Odgaard         | Det Konservative Folkeparti |
| Karin Olesen         | Venstre                     |
| Bente Pedersen       | Socialistisk Folkeparti     |
| Dan Ove Pedersen     | Socialdemokratiet           |
| Jacob Sølling        | Venstre                     |